# 辛扎雅·馬拉卡
辛扎雅·馬拉卡（Sanjaya Malakar；1989年9月10日—，生於Federal Way, 華盛頓州），美國歌手，現在是《美國偶像》第六季的參賽者。他在2007年4月18日被淘汰出局。

## 早年生活
辛扎雅來自華盛頓州费德勒尔韦。他出身自音樂世家，父親是印度裔音樂人。辛扎雅是混血兒，父親是孟加拉印度人，母親是意大利人。 他有一個年長兩年的姊姊名叫莎雅米（Shyamali），莎雅米也是歌手。他們的一個表親卡美娜（Camila）也是一位歌手。 他為了發展音樂事業以及參加《美國偶像》選擇了GED（普通教育開發）中止學業。
雖然辛扎雅大部份時間在西雅圖地區居住，他也在加州居住過，他也在夏威夷的檀香山居住過，他和當地的夏威夷兒童戲劇團一同表演過。 在西雅圖時，他用了三年時間參與福音合唱團。

## 美國偶像
2006年9月19日，當時十七歲的辛扎雅和十九歲的姊姊莎雅米一同參加在西雅圖舉辦的《美國偶像》海選，兩人都得到往好萊塢的通行證。然而，莎雅米在好萊塢周的最後階段被淘汰。
辛扎雅稱史提夫·汪達是他的偶像，而且在海選唱了他的歌曲《Signed, Sealed, Delivered (I'm Yours)》。他在決賽時，第一周演唱的歌曲是《Ain't No Mountain High Enough》。十一強階段他演唱的是《You Really Got Me》，收到了寶拉和蘭迪的正面評價。2007年3月14日一晚他進入了尾二，但他得以倖存。接著的下一周他避開了進入尾二，晉級至十強。
3月27日晚上的演出，辛扎雅演唱不要懷疑的《Bathwater》時造了個「雞冠頭」。瑞安·西克雷斯特說那髮型是「ponyhawk」，而這個名稱也被辛扎雅的支持者廣泛地使用。跟著的晚上，主持人瑞安·西克雷斯特戴上同樣髮型的假髮出場，諷刺地模仿辛扎雅。同樣地，辛扎雅再一次開了進入尾三，晉級至九強。
最终，他止步于七強。

### 演出歌曲
1. 西雅圖海選 - 《Signed, Sealed, Delivered (I'm Yours)》 - 史提夫·汪達
2. 好萊塢海選 - 《Some Kind of Wonderful》 - Grand Funk Railroad
3. 廿四強階段 - 《Knocks Me Off My Feet》 - 史提夫·汪達
4. 廿十強階段 - 《Steppin' Out With My Baby》 - Tony Bennett
5. 十六強階段 - 《Waiting on the World to Change》 - 約翰·梅爾
6. 十二強階段 - 《Ain't No Mountain High Enough》 - 黛安娜·洛絲 - 尾二
7. 十一強階段 - 《You Really Got Me》 - The Kinks （主題：英國入侵）
8. 十強階段 - 《Bathwater》 - 不要懷疑 （主題：流行歌曲）
9. 九強階段 - 《Cheek to Cheek》 - Irving Berlin （主題：古典歌曲）
10. 八強階段 - 《Bésame Mucho》 - 多吻一些 Consuelo Velázquez（主題：拉丁歌曲）
11. 七強階段 - 《Something to Talk About》 - Bonnie Raitt （主題：乡村歌曲）

### 爭議
2007年3月19日，美國電台節目主持人霍華德·斯登（Howard Stern）宣佈他在發行一個廣告，呼籲他的聽眾投票支持辛扎雅勝出《美國偶像》 一些斯登的長期聽眾如醉酒傑夫（Jeff The Drunk），聲稱要給辛扎雅投最少三百票。網誌—「投票给最差」（Vote for the Worst），繼廿四強選手安東妮拉·芭芭和森丹斯·亨特被淘汰後，辛扎雅便成了第六季的十二強中「投票给最差」的目標人物
一些《美國偶像》的支持者在MySpace上稱要絕食抗議，直至辛扎雅被淘汰。 一些喜歡辛扎雅的MySpace會員開火還擊，創造了一專頁Team Sanjaya （页面存档备份，存于）支持Sanjaya。反之，一位十三歲的少女艾希莉·霍爾（Ashley Ferl）在十一強階段現場演出時被強調地出現在節目中，並在辛扎雅演唱的期間，開心得流淚了。然而她也因為美琳達·杜立德以及其他參賽者而哭。 充滿爭議的部份是2007年3月24日的《週末夜現場》（當晚的表演嘉賓是卡麗·安德伍，《美國偶像》第四季的冠軍。）Andy Samberg扮演辛扎雅，哭泣的Kristin Wiig扮演艾希莉·霍爾。. 辛扎雅在一些媒體說自己有女朋友。
西門·考爾說如果辛扎雅贏了比賽，他會辭職不幹《美國偶像》的評判。 一些時事評論者相信假如辛扎雅勝出了，會是《美國偶像》的跳躍鯊魚（滑稽荒誕意味或已失去以往系列質量）時刻。

## 站外連結
- 《美國偶像》專頁 （页面存档备份，存于）